# 飞鸢果针壳炱
飞鸢果针壳炱（学名：Irenopsis hiptages）是属于小煤炱目小煤炱科针壳炱属的一种真菌，寄生在飞鸢果属植物上。该种分布于台湾。